# Southern Oregon Raiders football
Southern Oregon Raiders football — футбольная команда, которая представляет Southern Oregon University. Команда Raiders участвует в соревнованиях Национальной ассоциации межвузовской лёгкой атлетики (NAIA) в качестве ассоциированного члена Frontier Conference. Southern Oregon University имеет официальную футбольную команду с 1927 года и обладает абсолютным рекордом 349–351–15 (процент побед — 0,499).
Raiders проводят свои матчи на стадионе Raider Stadium в Ашленде, штат Орегон, который вмещает 5000 зрителей. Southern Oregon участвовал в двух играх национального чемпионата NAIA, выиграв одну из них, и выиграл тринадцать чемпионатов в рамках различных конференций.
Команда Raiders добилась значительных успехов в XXI веке, четырежды участвуя в чемпионате NAIA. Двадцать три игрока Raiders были признаны лучшими игроками NAIA All-Americans, а двое — лучшими игроками академических команд All-America. Два игрока из Южного Орегона были выбраны на драфте NFL, один из них, Джефф Битхард, был назван «Mr. Irrelevant» драфта 1988 года. Тридцать восемь игроков Raiders были включены в Зал славы университета, а три отдельные футбольные команды также были удостоены этой чести. Основные цвета программы — чёрный и красный. Талисманом школы является краснохвостый сарыч. Южный Орегон имеет давние соперничества с тремя своими нынешними соперниками по конференции: Montana Tech, Carroll College и Western Oregon.

## История

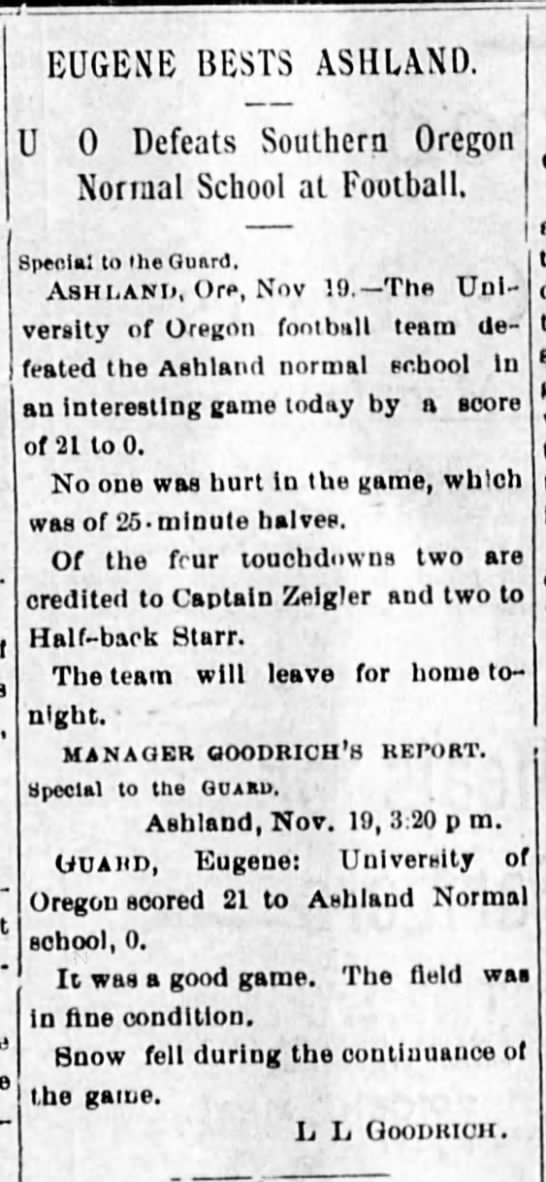
Газетная статья об игре школы против Университета Орегона.

### Ранние годы Второй мировой войны: 1927–1945 гг.
Первый матч в Университете Южного Орегона состоялся в 1896 году, когда учебное заведение представляло собой небольшой педагогический колледж, известный как Нормальная школа штата Южный Орегон (SONS). Инициатором игры стал студент Джон Берри, который организовал матч между командой SONS и спортивным клубом Эшленда. В присутствии многочисленных зрителей команда SONS одержала уверенную победу со счётом 18:0.
В последующие годы футбол стал развиваться в университете. Игры проводились против других средних школ, в основном против средней школы Эшленда. В 1899 и 1900 годах были организованы соревнования с участием крупной региональной команды «Орегон Уэбфутс», но команда SONS не принимала участия в этих играх.
В 1900 году профессор университета организовал программу по футболу, которая принесла определённые успехи. Однако финансирование школы было прекращено, и в 1909 году учебное заведение закрылось.
В 1926 году школа возобновила свою работу на новом месте, располагаясь в одном здании. Рой Макнил, тренер, имевший значительный успех в Университете Пьюджет-Саунд, был приглашён на должность футбольного тренера и спортивного директора колледжа в 1927 году.
В то время в школе отсутствовали спортивные сооружения, а количество студентов-мужчин было невелико. Президент университета считал, что футбольная программа может привлечь больше студентов.
Игровое поле было подготовлено бригадой дорожных рабочих, работавших неподалёку. Также была приобретена форма для игроков.
Было запланировано проведение трёх игр против местных колледжей. Последняя из них положила начало соперничеству с Oregon Normal School, которая впоследствии была переименована в Western Oregon University.
SONS одержали победу над своими первыми двумя соперниками и выиграли у Oregon Normal School со счётом 19–12, что позволило им завершить сезон без поражений и получить неофициальный титул чемпиона педагогических колледжей Орегона.
Во втором сезоне команда колледжа одержала победу только в одной из пяти игр. Однако более значимым событием стала смерть талантливого новичка Макса Ньюсома, который скончался вскоре после игры против Oregon State JV от кровоизлияния в мозг после того, как потерял сознание на поле из-за полученных травм во время захвата.
Ньюсом стал единственным игроком Южного Орегона, погибшим во время игры.
Сезон 1929 года ознаменовался небольшим улучшением результатов благодаря усилиям Силда Хайнса, первого афроамериканского студента SONS. Хотя Хайнс был принят в школу, сегрегация и расистское отношение со стороны болельщиков соперников создавали проблемы для команды.
Действия, предпринятые по отношению к команде соперничающей Oregon Normal School, привели к тому, что Макнил приостановил соревнование между школами на два года.
Макнил привёл команду к победным сезонам в последующие два года, включая непобедимый рекорд в последнем. Перед началом сезона 1932 года Макнил принял решение покинуть должность тренера и перейти на работу в качестве профессора географии в школе. Говард Хобсон, ранее занимавший должность школьного тренера по баскетболу, был назначен на место Макнила. По всей видимости, Хобсон не имел опыта работы с данным видом спорта и был нанят главным образом для оказания помощи в развитии баскетбольной программы.
Несмотря на отсутствие опыта у Хобсона, команда SONS добилась значительных успехов в сезоне 1932 года, проиграв всего одну игру. Стиль игры при Хобсоне в значительной степени основывался на использовании трюков для компенсации отсутствия надлежащих тренерских инструкций.
Успех продолжился и в 1933 году, когда команда, несмотря на свой плотный график, проиграла всего две игры и впервые с 1927 года одержала победу над Oregon Normal School. Однако это не стало тенденцией. Хобсон постепенно уделял всё больше времени и ресурсов баскетбольной программе, активно привлекая игроков из других команд. После неудачного сезона 1934 года он покинул команду, чтобы тренировать баскетбольную программу Университета Орегона, которую впоследствии привёл к национальному чемпионату.
Школа наняла Жана Эберхарта, бывшего баскетболиста, чтобы заполнить позицию, которую занимал Хобсон. Эберхарт также сосредоточился на развитии баскетбольной программы; после серии неудачных сезонов в 1937 и 1938 годах руководство школы приняло решение временно приостановить футбольную программу. В 1940 году программа была окончательно закрыта в связи с началом Второй мировой войны.

### Возобновление матчей: 1946–1970 гг.
Под руководством главного тренера Эла Акинса команда Raiders впервые добилась стабильных успехов. За 15 лет работы Акинса в качестве главного тренера Southern Oregon семь раз становился чемпионом конференции (как абсолютным, так и со-чемпионом).
Спустя 18 лет после последнего сезона под руководством Акинса команда впервые вышла в постсезон, одержав победу над Central Washington в первом раунде плей-офф NAIA и проиграв Mesa State в четвертьфинале.
В сезонах 2001 и 2002 годов Southern Oregon также добился значительных успехов, каждый год выходя в четвертьфинал плей-офф NAIA. В обоих случаях команда проиграла Carroll College, при этом ни одна игра не была решена с разницей более чем в четыре очка.

### Смена конференций: 1971–1998 гг.
Южный Орегон стремился перейти в NCAA Division II, поскольку Great Northwest Athletic Conference сократилась до девяти команд после перехода Seattle University в Division I. В настоящее время университет является членом NAIA и аффилированным членом Frontier Conference по футболу, а также членом Cascade Collegiate Conference по всем остальным видам спорта.
Сообщалось, что переход в NCAA может занять несколько лет. Однако этот переход так и не состоялся. В ноябре 2010 года Стив Хелминиак был уволен с должности главного тренера Southern Oregon, и его место занял Крейг Ховард, тренер по футболу в средней школе из Флориды. Ховард наиболее известен как главный тренер Тима Тибоу в средней школе Нис в Сент-Огастине, штат Флорида.

### Успех Independent и Frontier Conference: 1999–настоящее время
В декабре 2014 года Рейдерс выиграли национальный чемпионат NAIA в Дейтоне, штат Флорида. За день до этого Остин Додж был назван игроком года NAIA 2014 года.

## Членство в конференциях
- 1927–1946: Конференция побережья Калифорнии
- 1947–1952: Конференция Дальнего Запада
- 1953–1955: NAIA независимая
- 1956–1965: Конференция колледжей Орегона
- 1966–1970: независимая NAIA
- 1971–1984: Конференция Эвергрин
- 1985–1986: Колумбийская футбольная лига
- 1987–1994: Колумбийская футбольная ассоциация, Лига Маунт-Худ
- 1995–1998: Колумбийская футбольная ассоциация
- 1999–2011: независимый NAIA
- 2012–настоящее время: Frontier Conference

## Чемпионаты

### Чемпионаты конференции
Южный Орегон выиграл в общей сложности 13 чемпионатов в конференциях. "Рейдеры" трижды побеждали в Дальневосточной конференции, шесть раз в университетской конференции штата Орегон, один раз в NAIA District II, один раз в лиге Маунт-Худ Колумбийской футбольной ассоциации, один раз в NAIA Independents и один раз в конференции Frontier.
| Год   | Конференция                                         | Общий счёт |
| ----- | --------------------------------------------------- | ---------- |
| 1946  | Конференция Дальнего Запада                         | 8–0        |
| 1947  | Конференция Дальнего Запада                         | 7–2        |
| 1948  | Конференция Дальнего Запада                         | 5–5        |
| 1955† | Конференция колледжей Орегона                       | 4–5        |
| 1957  | Конференция колледжей Орегона                       | 6–2–1      |
| 1961  | Конференция колледжей Орегона                       | 5–4        |
| 1962  | Конференция колледжей Орегона                       | 8–1        |
| 1964† | Конференция колледжей Орегона                       | 6–2–1      |
| 1965  | Конференция колледжей Орегона                       | 5–3–1      |
| 1983  | Район NAIA II                                       | 9–2        |
| 1990  | Колумбийская футбольная ассоциация , Лига Маунт-Худ | 6–3        |
| 2001  | Независимые NAIA                                    | 9–2        |
| 2012  | Пограничная конференция                             | 9–3        |